# Tama (Fluss)
Der Tama (jap. 多摩川, Tama-gawa, selten auch 玉川 bei gleicher Lesung) ist ein Fluss auf der japanischen Hauptinsel Honshū. Er ist 138 km lang und hat ein Einzugsgebiet von 1.240 km².

## Geografie
Der Tama entspringt südlich des Gipfels des Kasatori-yama (1953 m) im Okuchichibu-Gebirge in der Präfektur Yamanashi. Bis zu seinem Eintritt in den Okutama-See trägt er den Namen Tabagawa. Ab dem Okutama-See fließt er in der Präfektur Tokio zunächst als Gebirgsfluss nach Osten, bis er sich in der Stadt Ōme in Richtung Südosten wendet. Er durchfließt nun den südlichen Teil der Kantō-Ebene und damit eines der am dichtesten besiedelten Gebiete der Erde. Unterhalb der Städte Inagi und Fuchū bildet der Tama die Grenze zwischen der Präfektur Tokio mit den Städten Chōfu und Komae sowie den Bezirken Setagaya und Ōta am linken Ufer und der Präfektur Kanagawa mit der Stadt Kawasaki am rechten Ufer. Hier kurz vor der Mündung wird der Fluss auch Rokugō-gawa (六郷川) genannt. Er mündet im Hafenbereich von Tokio und Kawasaki in die Bucht von Tokio. In der Flussmündung liegt der internationale Flughafen Tokio-Haneda.

## Geschichte

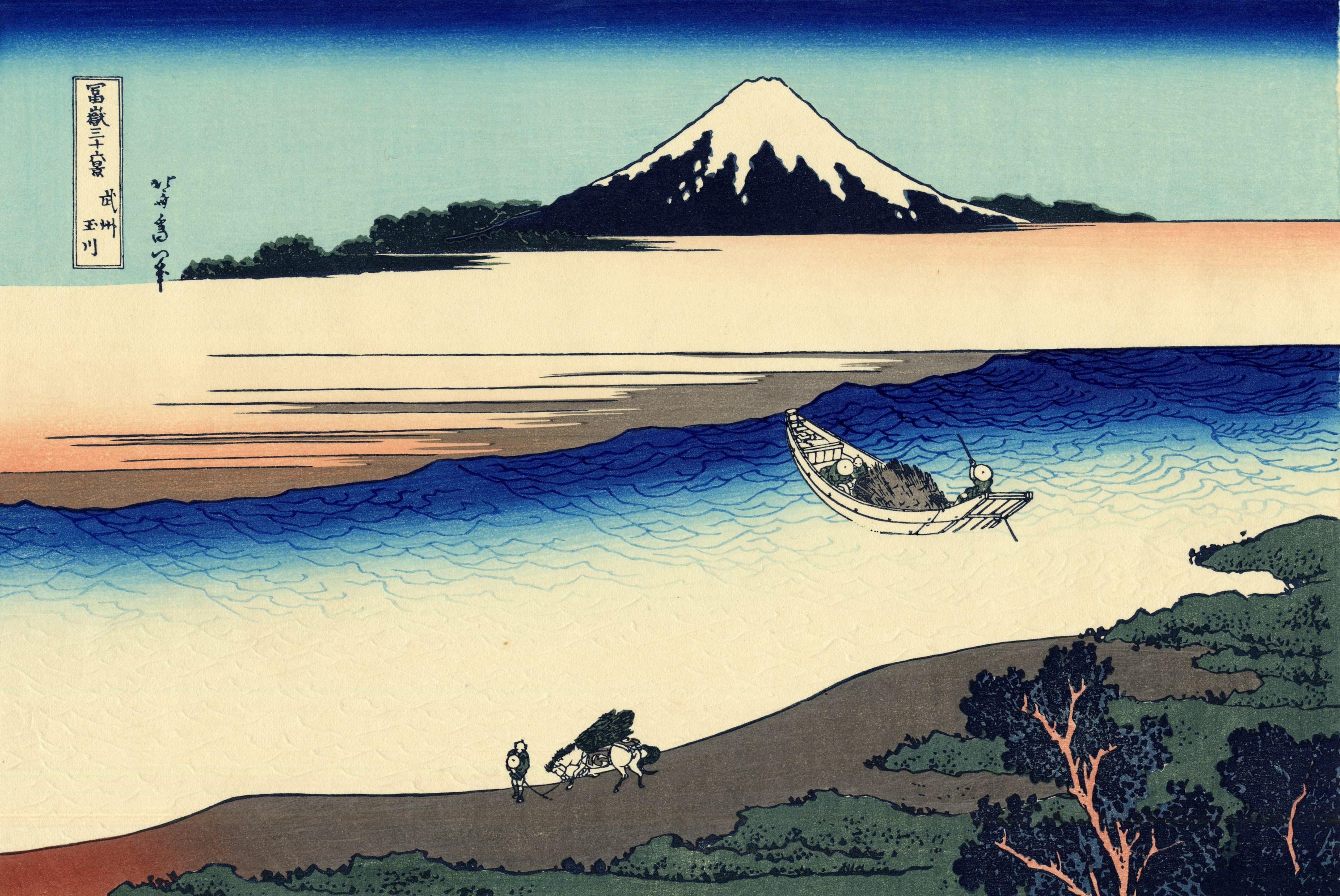
„Der Fluss Tama in der Provinz Musashi“ aus der Farbholzschnittserie 36 Ansichten des Berges Fuji von Hokusai

Wegen seines großen Gefälles ist der Tama seit jeher für seine Hochwasser berüchtigt. Frühe Brückenbauten fielen immer wieder den Fluten zum Opfer.
Während der Edo-Zeit diente der Fluss als Verteidigungslinie des Bakufu, weshalb zwischen 1688 und 1874 keine Brücke über den Fluss führte. Mit der Edo-Zeit begann auch der Ausbau eines weitverzweigten Kanalsystems am Mittel- und Unterlauf, das der Landwirtschaft (Reisanbau) und der Wasserversorgung der Stadt Edo diente. Die seit Hunderten von Jahren bestehenden Deiche entlang des Unterlaufes wurden seit 1918 von der Mündung beginnend systematisch ausgebaut. 1974 verwüstete ein Hochwasser Teile der Stadt Komae.

## Wirtschaft, Umwelt und Soziales
Der in der Meiji-Zeit beginnende Bauboom im Ballungsraum Tokio führte zu einem verstärkten Abbau von Kies zur Betonherstellung im Unterlauf des Tama. Dadurch sank das Flussbett ab und das Flusswasser wurde durch das Eindringen von Meerwasser unbrauchbar. Der Kiesabbau im untersten Flussabschnitt wurde daher 1936 verboten.
Die zunehmende Verstädterung des Flusseinzugsgebiets führte zum Anstieg der Wasserverschmutzung, die in den 1980er-Jahren ihren Höhepunkt erreichte. Heute versucht man Hochwasserschutz und Ökologie in Einklang zu bringen. So sind inzwischen alle Wehre im Tama mit Fischtreppen ausgestattet, was die Rückkehr verschwundener Fischarten ermöglichte.
Zwischen Hamura und der Mündung verlaufen auf den Flussdeichen (teils einseitig, teils beidseitig) weitgehend kreuzungsfreie Radwege.
Die weiträumigen Überflutungsflächen zwischen den Deichen dienen der Naherholung und sind teilweise als Parks und Sportanlagen angelegt, es finden sich aber auch große Brachflächen als Rückzugsgebiete für seltene Wildtiere und Pflanzen. Der Tama leistet so einen wichtigen Beitrag zur Biotopvernetzung.
Im Zuge der Berichterstattung über den Taifun Fitow meldeten japanische Medien im September 2007, dass zirka 700 Obdachlose im Überschwemmungsgebiet zwischen den Deichen leben.

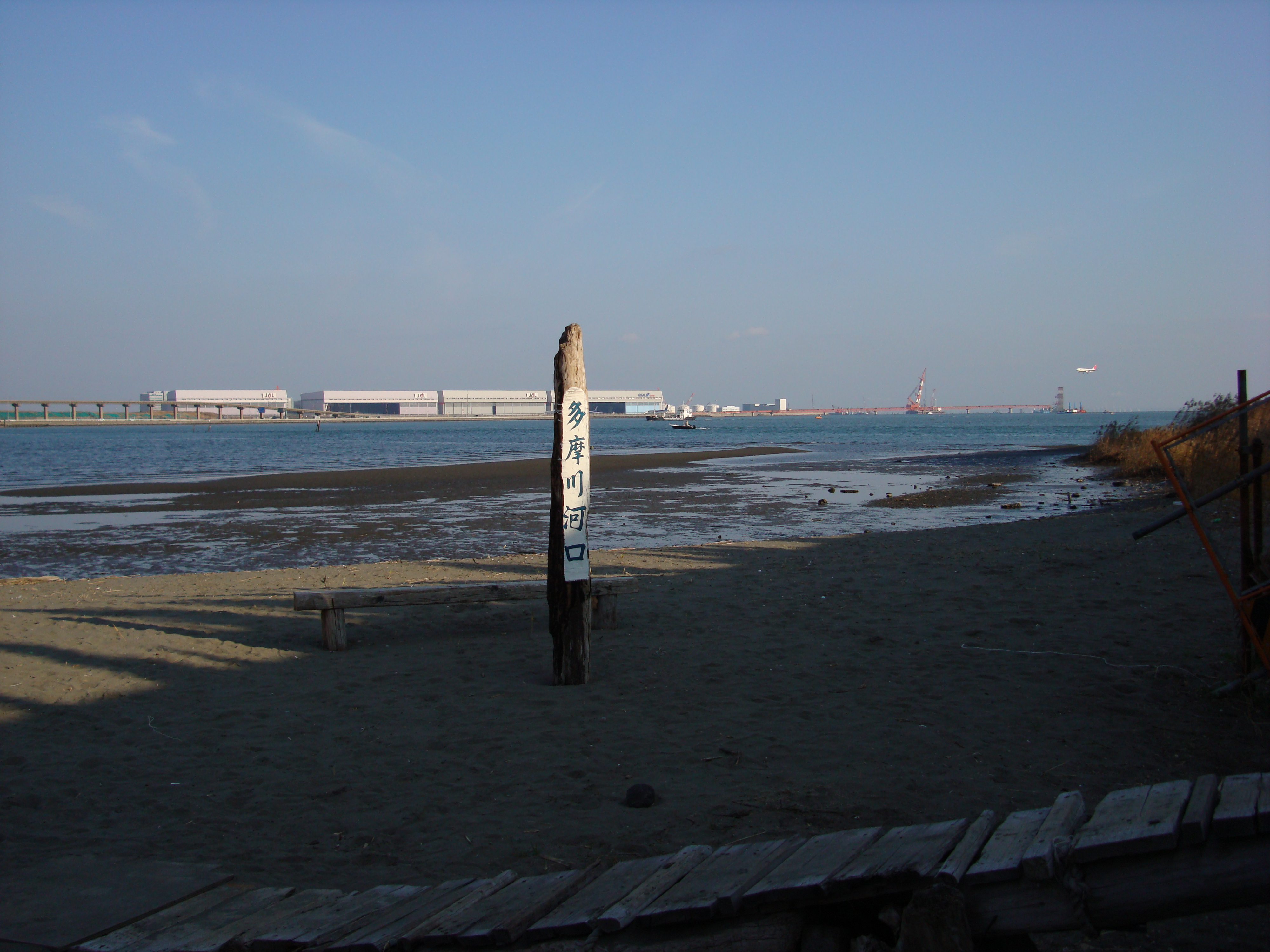
Mündung des Tama in die Bucht von Tokio